# Церковь Михаила Архангела (Новогрудок)
Костёл Свято́го Михаи́ла Арха́нгела (бел. Касцёл Святога Міхала Арханёла) — католический храм в городе Новогрудок, Гродненская область, Республика Беларусь. Относится к Новогрудскому деканату Гродненского диоцеза. Памятник архитектуры в стиле барокко, построен до 1724 года. Храм включён в Государственный список историко-культурных ценностей Республики Беларусь. Расположен в центре города рядом с домом-музеем Адама Мицкевича.

## История
Около 1624 года в Новогрудке по инициативе магната Криштофа Ходкевича, конюшего ВКЛ, на купленных им участках в восточной части рыночной площади, на углу между ул. Слонимской (по главному фасаду костёла, теперь ул. Мицкевича) и Еврейской (ныне Советская), был основан монастырь доминиканцев. Позже, 3 августа 1636, став виленским каштеляном, Ходкевич увеличил первоначальный фундуш (дар), до него в конце XVII веке присоединились Островские и Бральницкие. Первоначально деревянный костёл был освящён в честь святого Яцека, покровителя литовской провинции ордена.
К дате столетия основания монастыря в 1724 году на месте деревянного храма был построен каменный. Название святыни изменилось во второй половине XVIII века, когда костёл отстроили после пожара 1751 года. С того времени храм освящён во имя Архангела Михаила. Особое почитание Архангела Михаила в Новогрудке началось после войны Речи Посполитой с Московским царством 1654—67 годах годов, когда, по преданию, он спас город от уничтожения.
Согласно записям в 1804 году вход на территорию монастыря от рыночной площади определялся воротами из четырёх каменных столбов, крытых черепицей и увенчанных деревянными вазонами зелёного цвета, над воротами на металлических штабах находился позолоченный герб ордена доминиканцев-изображение собаки с факелом и крестиком. Слева стояла деревянная колокольня с тремя колоколами: «св. Михаил», «св. Доминик» и «св. Тадеуш» (все колокола были реквизированы российской армией в 1915 году). Комплекс был обнесён каменной оградой.
К костёлу примыкал, образуя внутренний дворик-клауструм, П-образный в плане каменный монастырь, где кроме 30 келий монахов находились школьные классы. Школа при монастыре была основана в 1794 году, имела 6 классов; 6-7 профессоров во главе с префектом преподавали здесь арифметику, историю, математику, моральные науки, языки, право, физику и др. В 1807—15 годах здесь обучались Адам Мицкевич (в 1904 году в его честь на стене костёла была помещена мемориальная плита, не сохранилась) и Ян Чечот. Большинство учеников школы жило в монастырской бурсе. В комплекс монастыря также входили каменная конюшня, амбар и ряд хозяйственных построек.
Храм был восстановлен в 1831 году, после очередного пожара, к изначально барочной архитектуре были добавлены элементы позднего классицизма, в частности упрощённый главный фасад со строгим треугольным фронтоном без декора. Костёл каменный, был крыт гонтом, без башен, над главным фасадом висит только малый розарий колокол. Интерьер перекрыт системой цилиндрических сводов на подпружных арках с распалубками над окнами. Пол в центральном нефе был выложен из мраморных плит, в боковых — из кирпича. В костёле находилось 10 алтарей. Главный алтарь был посвящён покровителю Новогрудка св. Архангелу Михаилу, большая икона которого в серебряной ризе была создана после фундации (дара) Адама Мацея Саковича в середине XVII века (риза была сделана в 1662 году, возможно, икона была создана для монастыря доминиканцев в Зембине, а в Новогрудке она появилась спустя столетие). В костёле хранилась частица Животворящего Креста. На хорах в то время помещался орган на 11 гамм. В 1829 году рядом с костёлом была построена двухъярусная каменная колокольня (не сохранилась).
Доминиканская школа была закрыта в 1834 году и переоборудована под городское училище, потом под гимназию. Монастырь доминиканцев был закрыт в начале 1853 года, монахи были отправлены по разным монастырям, монастырский корпус был приспособлен под уездный и земский суды, а со временем и вовсе был разобран на кирпич. Костёл из монастырского стал обычным приходским, приказом минской римско-католической духовной консистории от 31 декабря 1857 года ему передали функцию древнего фарного костёла, а последний был приписан к нему в качестве филиала. Часть корпуса, которая сохранилась, сегодня соединена с пресвитерием костёла, на то время была приспособлена под жилище декана и ксендзов.
В 1948 году древняя святыня была закрыта и в послевоенное время приспособлена под мебельное хранилище, а после пожара оставлена в руинном состоянии. Однако, несмотря на это, в 1970-е годы она получила статус памятника архитектуры республиканского значения. В 1992 году костёл возвращён католической общине города. После длительной реставрации переосвящён в 1997 году. В 2003 году согласно проекту минского архитектора А. Я. Кондратова началась реставрация двух линий монастырского корпуса (из силикатного кирпича). Здесь должны разместиться реколлекционный центр (пастырский центр) и дом милосердия.

## Архитектура
Храм св. Михаила Архангела — трёхнефная базилика без трансепта. Центральный неф завершается полукруглой апсидой одинаковой с нефом высоты. С правой стороны к апсиде прилегает ризница-пристройка с отдельным входом. Главный фасад поделён широким поясным карнизом на два горизонтальных яруса, завершён треугольным фронтоном, увенчанным маленькой квадратной в плане башенкой. Главный вход оформлен невысоким тамбуром с отдельной двускатной крышей.
Костёл построен в стиле позднего классицизма «тосканского порядка»: более пологая двускатная крыша с упрощённым треугольным фронтоном на главном фасаде. Безбашенная трёхнефная базилика с плоским главным фасадом, узким притвором и полуциркульной алтарной апсидой, к которой с северной стороны присоединена ризница. Главный фасад выражен как трифориумная композиция. Центральная часть, которая заслоняет центральный неф, поделена развитым карнизом на два яруса и завершена треугольным фронтоном с башенкой над ним. Боковые части закрывают боковые нефы, торцы крыш боковых нефов закрыты ступенчатыми аттиками. По горизонтали главный фасад разделён на два яруса антаблементом на уровне карнизов боковых нефов, что придаёт ему визуальную весомость и приземистость. Вертикальные ордерные членения фасада не соответствуют структуре базилики, что подчёркивает его композиционную самостоятельность. Главный вход обозначен небольшим крухтой-тамбуром. Стены отделаны пилястрами. Окна с лучковыми и арочными завершениями.
Особенностью архитектуры костёла является чрезвычайно вытянутый пресбитерий с полукруглым алтарным завершением, по длине почти равный базилике, от которой отделён спаренными подпружными арками и усиленными опорными столбами.
Декор интерьера и полихромные росписи на сводах сохранились частично. В храме — три алтаря: центральный и два боковых, все три богато декорированы лепкой. Главный алтарь украшен живописным изображением Михаила Архангела.

### Интерьер
Скромность и суховатость картины сильно изменённого фасада с брутальным барокко контрастируют с пышностью интерьера. Внутреннее пространство в два ряда столбов разделяют на 3 нефа. Центральный неф перекрыт цилиндрическим сводом на распалубках, украшенный лепным геометрическим орнаментом, боковые нефы имеют крестовые своды. Интерьер украшен отделанными лепкой скульптурами и алтарями.
Сегодня в святыне, как и раньше, 10 алтарей, но в разные времена их посвящение было разным. Только главный алтарь всегда был посвящён покровителю города и костёла — св. Архангелу Михалу, икона которого в серебряной ризе помещена в центре трёхъярусной композиции (поднята на высокий постамент коринфской колоннадой, несущей волнистый антаблемент. Между колоннами некогда были установлены фигуры четырёх апостолов. В подобном барочном стиле созданы и боковые алтари). По бокам от главного алтаря находятся иконы святых апостолов Петра и Павла. Во втором ярусе помещено резное распятие в окружении ангелов, увенчивающих алтарь гипсотарный барельеф «Схождение Святого Духа». При опорах пресвитерия установлены алтари св. Доминика (слева; в XIX веке — также святого Доминика) и Святейшего Сердца Иисуса Христа (в 1853 году — св. Тадеуша, в 1867 году — св. Анны). При средних опорах находятся алтари св. Станислава Костки (слева, в 1853 году — св. Яна Непомуцкий, в 1867 году — св. Филомены) и св. Христофа (в XIX веке — св. Юзефа), в центральном нефе напротив амвона развёрнут шикарный трёхъярусный алтарь св. Терезы (в 1853 году — св. Викентия Феррера с иконой св. Регины наверху, в 1867 году — св. императрицы Елены, в начале XX века — св. Терезы). При ближайших ко входу опорах стоят алтари св. Антония (слева, как и раньше, икона созданная в 1861 году) и св. Цецилии (в 1853 году — св. Фомы Аквинского, в 1867 году — св. Станислава). Ещё два алтаря находятся в торцах боковых нефов: слева — Богоматери Снежной, справа — распятия (ранее — Богоматери с младенцем Иисусем, во втором ярусе — икона св. Екатерины). Многие из икон, украшавших алтари во второй половине XIX века, принадлежали художнику Эдварду Павловичу, преподавателю живописи Новогрудской гимназии: икона св. Доминика (создана паном Петром Абламовичем), св. Анны (жертва паны Екатерины Ёдки), св. Филомены (жертва паны Гнаинской), св. Станислава. 27 мая 2007 года в воскресенье во время праздника дня Святой Троицы, у главного алтаря торжественно размещён реликварий одиннадцати блаженных сестёр назаретанок, перенесенный из фарного костёла у подножия замка.

## Галерея

### Исторические снимки
- Старые фотографии
- 1894 год
- 1905 год
- 1910 год
- 1914 год
- 1914 год
- до 1915 года
- 1917 год
- 1920 год
- 1930 год
- Я. Булгак, 1930 год
- Я. Булгак, до 1939 года
- до 1939 года

### Современные снимки
- Современные снимки
- 2012 год
- 2015 год